# (8668) Satomimura
(8668) Satomimura – planetoida z pasa głównego asteroid okrążająca Słońce w ciągu 3 lat i 281 dni w średniej odległości 2,42 au. Została odkryta 16 kwietnia 1991 roku w Kiyosato przez Satoru Ōtomo i Osamu Muramatsu. Nazwa planetoidy pochodzi od Satomi, znanej wsi w prefekturze Ibaraki, 150 km na północ od Tokio. Przed nadaniem nazwy planetoida nosiła oznaczenie tymczasowe (8668) 1991 HM.